# Huoyanluo
Genre
Huoyanluo est un genre d'araignées aranéomorphes de la famille des Macrobunidae.

## Distribution
Les espèces de ce genre sont endémiques du Yunnan en Chine,.

## Liste des espèces
Selon World Spider Catalog (version 25.0, 05/03/2024) :
- Huoyanluo ruanxiaoqi Lin & Li, 2024
- Huoyanluo zhangzezhongi Lin & Li, 2024

## Systématique et taxinomie
Ce genre a été décrit par Lin et Li en 2022 dans les Macrobunidae.

## Étymologie
Ce genre est nommé en référence à Huoyanluo, un des 108 bandits d'Au bord de l'eau.

## Publication originale
- Lin, Li, Mo & Wang, 2024 : « Thirty-eight spider species (Arachnida: Araneae) from China, Indonesia, Japan and Vietnam. » Zoological Systematics, vol. 49, no 1, p. 4-98.